# 浮島 (敷設艇)
| 浮島     | |
| 艦歴     | |
| 計画     | 1937年度（③計画） |
| 起工     | 1939年7月28日 |
| 進水     | 1939年12月9日 |
| 就役     | 1940年10月31日竣工 |
| その後   | 1943年11月16日戦没 |
| 除籍     | 1944年1月31日 |
| 性能諸元 | |
| 排水量   | 基準：720トン |
| 全長     | 74.70m |
| 全幅     | 7.85m |
| 吃水     | 2.60m |
| 機関     | マン式3号10型ディーゼル2基 2軸推進、3,600馬力                                                                                 |
| 最大速   | 20.0 ノット |
| 航続距離 | 2,000カイリ／14ノット |
| 兵員     | 74名 |
| 兵装     | 40mm連装機銃1基、13mm連装機銃1基 94式爆雷投射台1基、爆雷装填台2基 爆雷投下台10基、93式機雷120個または防潜網2組または捕獲網8組 |

浮島（うきしま）は、大日本帝国海軍の敷設艇。測天型の5番艇である。横須賀防備隊に所属し、太平洋戦争中は主に長浦港を拠点として船団護衛、機雷・防潜網の敷設に当たった。

## 艦歴
（東京石川島造船所で建造。1939年（昭和14年）12月9日、進水。1940年10月31日、竣工。横須賀鎮守府籍に編入。
1942年7月10日、「石埼」とともに第五艦隊司令長官の指揮下に入り、AO防備部隊に編入された。2隻は7月14日に大湊を発ち、幌筵経由で7月24日にキスカ島に到着。対潜作戦および防潜網の敷設に従事した。8月6日、「浮島」と「石埼」は菊川丸を護衛してキスカを離れ、「浮島」は横須賀に帰着した。また、「浮島」と「石埼」は8月7日に第五艦隊司令長官の指揮下を離れた。
1943年11月16日、静岡県初島122度11海里にてアメリカ潜水艦の雷撃により沈没。
1944年1月31日、除籍。

## 艇長
艤装員長
- 今井守之 大尉：1940年9月30日[5] -

## 同型艦
- 測天 [II] - 白神 - 巨済 - 成生 - 浮島